# Паула Гарсія
Паула Гарсія (ісп. Paula García; нар. 19 березня 1979) — колишня іспанська тенісистка.
Найвищу одиночну позицію світового рейтингу — 139 місце досягла 23 травня 2005, парну — 214 місце — 6 червня 2002 року.
Здобула 5 одиночних та 4 парні титули туру ITF.
Завершила кар'єру 2008 року.

## Фінали ITF

### Одиночний розряд (5–5)
| Легенда          |
| ---------------- |
| турніри $100,000 |
| турніри $75,000  |
| турніри $50,000  |
| турніри $25,000  |
| турніри $10,000  |

| Фінали за покриттям |
| ------------------- |
| Тверде (0–0)        |
| Ґрунт (5–5)         |
| Трава (0–0)         |
| Килим (0–0)         |

| Результат | Дата           | Рівень | Турнір                      | Покриття  | Суперниця                  | Рахунок          |
| --------- | -------------- | ------ | --------------------------- | --------- | -------------------------- | ---------------- |
| Поразка   | 3 лютого 1997  | 10,000 | ITF Майорка, Іспанія        | Ґрунт     | Марія Паола Дзавальї       | 2–6, 2–6         |
| Перемога  | 11 серпня 1997 | 10,000 | Open Saint-Gaudens, Франція | Ґрунт     | Роса Марія Андрес Родрігес | 2–6, 6–4, 7–5    |
| Поразка   | 5 липня 1999   | 10,000 | ITF Віго, Іспанія           | Ґрунт     | Нурія Льягостера Вівес     | 5–7, 4–6         |
| Поразка   | 31 січня 2000  | 10,000 | ITF Майорка, Іспанія        | Ґрунт     | Габріела Хмелінова         | 1–6, 6–2, 3–6    |
| Поразка   | 4 лютого 2002  | 10,000 | ITF Майорка, Іспанія        | Ґрунт     | Роса Марія Андрес Родрігес | 3–6, 6–3, 6–7(5) |
| Перемога  | 23 травня 2004 | 25,000 | ITF Казерта, Італія         | Ґрунт (i) | Катержина Богмова (1986)   | 0–6, 6–3, 6–2    |
| Перемога  | 31 травня 2004 | 25,000 | ITF Галатіна, Італія        | Ґрунт     | Валентіна Сассі            | 6–1, 3–6, 6–2    |
| Поразка   | 7 червня 2004  | 25,000 | ITF Градо, Італія           | Ґрунт     | Нурія Льягостера Вівес     | 7–5, 2–6, 1–6    |
| Перемога  | 4 липня 2004   | 25,000 | ITF Мон-де-Марсан, Франція  | Ґрунт     | Марія Кондратьєва          | 6–3, 6–2         |
| Перемога  | 26 квітня 2005 | 25,000 | ITF Торрент, Іспанія        | Ґрунт     | Наталія Гуссоні            | 6–3, 5–7, 6–0    |

### Парний розряд (4–3)
| Легенда          |
| ---------------- |
| турніри $100,000 |
| турніри $75,000  |
| турніри $50,000  |
| турніри $25,000  |
| турніри $10,000  |

| Фінали за покриттям |
| ------------------- |
| Тверде (0–0)        |
| Ґрунт (4–3)         |
| Трава (0–0)         |
| Килим (0–0)         |

| Результат | Дата           | Рівень | Турнір                      | Покриття | Партнерка                  | Суперниці                          | Рахунок          |
| --------- | -------------- | ------ | --------------------------- | -------- | -------------------------- | ---------------------------------- | ---------------- |
| Перемога  | 3 серпня 1998  | 10,000 | ITF Періге, Франція         | Ґрунт    | Келлі Лігган               | Саманта Шеффель Стефані Тестар     | 3–6, 6–3, 7–6(3) |
| Поразка   | 10 серпня 1998 | 10,000 | Open Saint-Gaudens, Франція | Ґрунт    | Келлі Лігган               | Сільві Сальяберрі Орелі Веді       | 3–6, 6–7(5)      |
| Поразка   | 7 грудня 1998  | 10,000 | ITF Майорка, Іспанія        | Ґрунт    | Келлі Лігган               | Катя Альтілія Джулія Казоні        | 3–6, 6–7(4)      |
| Перемога  | 29 червня 2003 | 25,000 | ITF Мон-де-Марсан, Франція  | Ґрунт    | Марія Хосе Мартінес Санчес | Кільдін Шевальє Хрістіна Захаріду  | 6–4, 7–5         |
| Поразка   | 11 серпня 2003 | 25,000 | ITF Мартіна-Франка, Італія  | Ґрунт    | Марія Хосе Мартінес Санчес | Мервана Югич-Салкич Дарія Юрак     | 6–2, 4–6, 1–6    |
| Перемога  | 28 червня 2004 | 25,000 | ITF Мон-де-Марсан, Франція  | Ґрунт    | Лурдес Домінгес Ліно       | Ніна Братчикова Фредеріка Пієдаде  | 6–3, 3–6, 6–4    |
| Перемога  | 26 квітня 2005 | 25,000 | ITF Торрент, Іспанія        | Ґрунт    | Сара Еррані                | Нурія Ройг Габріела Веласко Андреу | 6–7(5), 6–4, 6–2 |